# NGC 2608
NGC 2608は、かに座の方角に9300万光年の距離にある棒渦巻銀河である。幅62,000光年と銀河系の約60%である。SB(s)bに分類されるグランドデザイン渦巻銀河と考えられており、中央の明るい棒の周りで腕は適度に巻いている。この銀河は、ホルトン・アープにより、1966年の『アープ・アトラス』で「分裂した腕を持つ銀河」に分類され、「核は二重または対生の恒星」と記された。NGC 2608は、現在は相互作用銀河であると考えられている

## 超新星
SN 1920Aは、ドイツの天文学者マックス・ヴォルフが発見した。光度のピークは1920年12月17日で、11.7等級であった。特異なものに分類され、「完全に異なる爆発メカニズム」の結果であると信じられている。
SN 2001bgは、イングランドの超新星ハンターであるトム・ボールズが口径0.36mのシュミットカセグレン式望遠鏡を用いて2001年5月9日に発見した。発見時の等級は14、ピーク時の等級は13.7であった。スペクトルから、Ia型超新星であることが示唆されている。